# Jan Roar Leikvoll
Jan Roar Leikvoll est un écrivain norvégien.

## Biographie
En 2002 et 2003, il étudie la création littéraire à la Skrivekunst-akademiet i Hordaland (nn) de Bergen.
Il a publié quatre romans : Eit vintereventyr (Une Histoire d'hiver, 2008), Fiolinane (Les Violons, 2010), Bovara (2012) et Songfuglen (L'Oiseau chanteur, 2013), tous publiés par la maison d'édition Det Norske Samlaget.
Pour Les Violons, il remporte le prix de la littérature nynorske.
Leikvoll n'avait jamais caché qu'il vécut une grande partie de sa vie avec une tumeur au cerveau.